# Moto Guzzi 850 T-serie
De Moto Guzzi 850 T is een toermotorfiets van het merk Moto Guzzi die in 1973 verscheen, maar in de jaren daarna nog een aantal toegevoegde modellen en opvolgers kreeg.

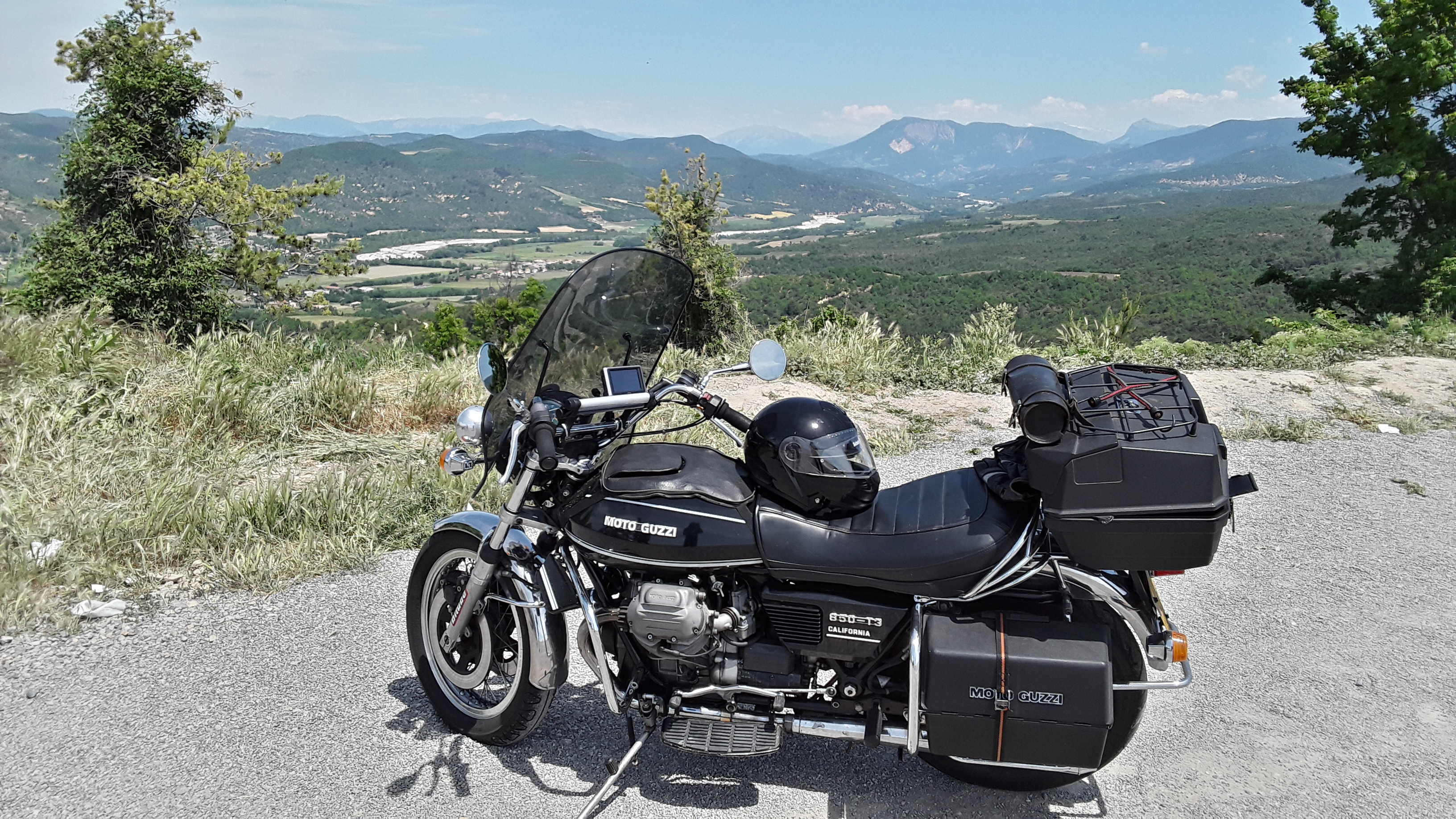
850 T3 California Mk2

## Voorgeschiedenis
Tot in de jaren zestig had Moto Guzzi zich vooral geconcentreerd op de productie van 500 cc modellen met een liggende cilinder, die eigenlijk al uit de jaren twintig stamden. Het bedrijf werd inmiddels voornamelijk in leven gehouden door lichtere motorfietsjes voor woon-werkverkeer. Eind jaren zestig had men ontwerp van een V-twin afgestoft en daarmee was de V7-serie gebouwd. Die bestond uit modellen van 700- 750 en 850 cc. Het meest moderne ontwerp was dat van de V7 Sport, die een door Lino Tonti ontwikkeld frame en een zeer sportieve lijn had. Daarnaast waren er de 850 cc toermodellen V7 850 California en V7 850 GT. Hoewel deze modellen redelijk populair werden, stonden ze toch bekend als enigszins zwaar en log, zeker vergeleken met de BMW's en de Japanse motorfietsen uit die tijd. In 1973 werd Moto Guzzi overgenomen door Alejandro de Tomaso, die een aantal ontwerpers van de ontwerpstudio's Ghia, Bertone en Pininfarina in dienst nam. Zij kregen de opdracht de modellen te moderniseren.

## 850 T
Opvallend was dat Tonti met zijn technische staf de V7 850 GT niet moderniseerde, maar in plaats daarvan alleen de motor gebruikte en die in het rijwielgedeelte van de V7 Sport monteerde. Dankzij het hogere stuur en het grote duozadel werd het desondanks een toermotor, maar door de stugge telescoopvork met een korte veerweg en het stevige dubbele wiegframe behield de 850 T de goede stuureigenschappen waardoor de V7 Sport zo populair was geworden. Daar kwam nog bij dat de machine een schijfrem in het voorwiel kreeg. De 850 T werd geproduceerd tot in 1974. Daarna kwam zijn opvolger, de 850 T3.

### Motor
De motor was een luchtgekoelde langsgeplaatste 90° V-twin die volgens Moto Guzzi 68 pk leverde, maar dat waren SAE-pk's, gemeten zonder "remmende" factoren zoals een luchtfilter, de dynamo etc. Het werkelijke (DIN)-vermogen lag rond de 60 pk. Zowel de cilinders als de cilinderkoppen waren van aluminium, maar de cilinderbussen waren verchroomd. De kleppen stonden onder een hoek om zo een bolvormige verbrandingskamer te verkrijgen. Ze werden bediend door stoterstangen en tuimelaars vanaf een nokkenas die boven de krukas lag. De 30 mm carburateurs kwamen van Dell'Orto. In navolging van de V7 Sport was een wisselstroomdynamo op de voorkant van de krukas gemonteerd. De startmotor zat aan de linkerkant naast de versnellingsbak. De krukas draaide in glijlagers, evenals de drijfstangen.

### Aandrijflijn
De krukas dreef via het vliegwiel rechtstreeks de meervoudige droge platenkoppeling aan. Daarachter zat een vijfversnellingsbak en de secundaire aandrijving verliep via een cardanas.

### Rijwielgedeelte
Er was een dubbel wiegframe toegepast, dat zo nauwkeurig om het motorblok paste dat beide onderste framebuizen demontabel waren om de motor te kunnen uitbouwen. De telescoopvork kwam van de V7 Sport, maar de onderste vorkpoten waren aangepast om twee remschijven te kunnen monteren. Standaard was er slechts één schijf, een tweede kostte in Nederland ƒ 580,=. Waarschijnlijk omdat ook de rempomp al was voorbereid voor twee schijven was de bediening nog erg zwaar en bovendien stond het remhendel ver van het stuur, waardoor berijders met kleine handen aanpassingen moesten (laten) doen om te kunnen remmen. Achter was een duplexrem gebruikt. De achtervork werd afgeveerd door twee instelbare veer/demperelementen.

## 850 T3 en 850 T3 California

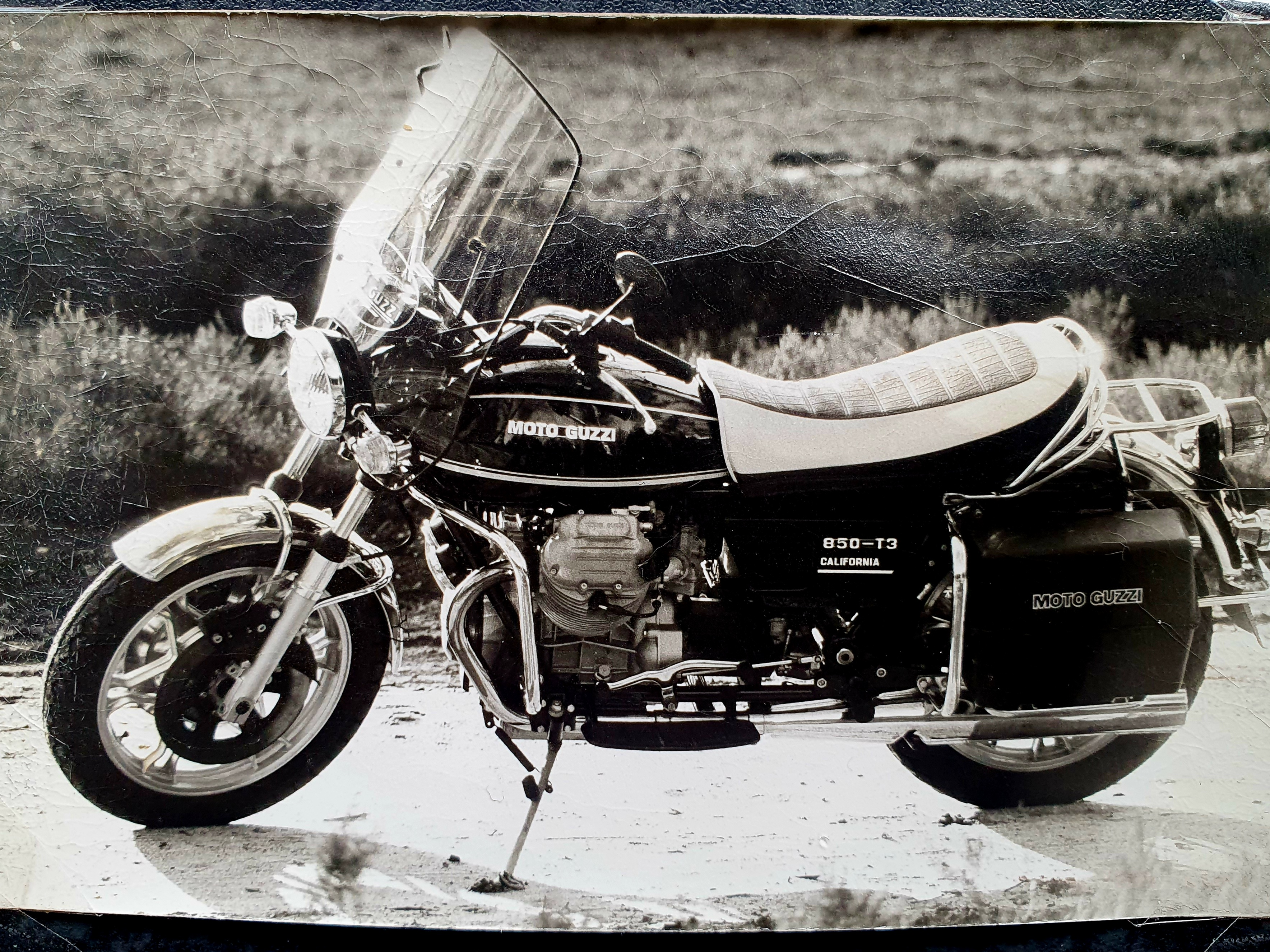
850T3 California Mk2 dated feb 1983

De 850 T3 kwam in 1975 op de markt en was nauwelijks veranderd ten opzichte van de 850 T, maar hij was wél voorzien van drie schijfremmen (vandaar de naam T3), die bovendien werden aangestuurd door het integrale remsysteem. Dat hield in dat de remdruk van het rempedaal voor 70% naar een van de voorste schijven ging en voor 30% naar de achterste schijf. In geval van nood kon dan met behulp van de handrem de tweede voorschijf bediend worden. De 850 T3 werd geleverd met spaakwielen, maar de laatste series kregen al gietwielen. De 850 T3 California was vrijwel identiek aan de T3. De California had een kofferset, een toerruit, treeplanken en een "single-dual" seat, die het midden hield tussen een één- en een tweepersoons zadel. De California werd nog steeds in de Verenigde Staten geleverd, maar was ook bijzonder populair in Europa.

## 850 T4
In 1980 kwam de 850 T4 op de markt, die ondanks zijn naam uiteraard toch maar drie remschijven had. De T4 had een forse stuurkuip, die eerder al op de 1000 SP was gebruikt, en waardoor de rijder uit de wind zat. Bovendien paste de kuip beter bij het model van de motorfiets dan een simpele, doorzichtige toerruit. De cilinders hadden een nikasil bekleding. De inlaatkleppen maten 41 mm en de uitlaatkleppen 36 mm. Ze stonden onder een hoek van 70° van elkaar. De voorste remklauwen werden naar de achterkant van de voorvork verplaatst, om een stabieler rijgedrag te krijgen.

## 850 T5 en 850 T5 NT
In 1983 verscheen de 850 T5. Deze machine was feitelijk heel anders opgebouwd dan zijn voorganger. De T5 had veel sportievere lijnen, en had een zeer lage bikini fairing rond de koplamp, die de berijder maar weinig bescherming bood. Het duozadel en de tank waren helemaal nieuw, net als de zijdeksels, de spatborden en de beugel voor de passagier. In lijn met de nieuwe V 50- en V 35 modellen waren de koelribben op de cilinders en de cilinderkoppen nu vierkant geworden, waardoor de hele motor er moderner uitzag. De gietwielen kregen vijf in plaats van zes spaken en maten slechts 16 inch, waarmee een vlotter bochtengedrag mogelijk moest worden. Zowel voor als achter werd de vering luchtondersteund. Het model werd in 1984 optisch licht aangepast, maar eind 1984 verscheen ook al de 850 T5 NT (Nuova T). De machine kreeg zijn 18 inch achterwiel weer terug, om de stabiliteit te verbeteren. Ook het kleine koplampkuipje werd vernieuwd en de tank werd vergroot tot 26 liter. De kleppendeksels werden zwart gespoten. In 1989 werd de productie beëndigd. Vanaf dat moment werden de taken van de 850 cc modellen overgenomen door de 1000 cc modellen zoals de Mille GT.

## 850 T5 PA en 850 T5 PA NC
De 850 T5 PA (Pubblica Amministrazione) was de politieversie van de 850 T5 en werd in 1985 in gebruik genomen door verschillende korpsen van de Italiaanse politie en de carabinieri. Technisch was de machine gelijk aan de 850 T5 NT, maar er was een veel groter toerscherm gebruikt dat grotendeels uit kunststof bestond. Het was op het stuur gemonteerd en aan de onderkant verbonden door canvas lappen met de valbeugels. Ook de stalen kofferset werd door valbeugels beschermd. Er was een eenpersoons zadel gemonteerd, maar dat leek veel op een duozadel doordat het achterste deel met zwart leer overtrokken was. In 1986 werd het toerscherm lichtjes gewijzigd. Als een politiekorps behoefte had aan snellere motoren werden het toerscherm en de koffers verwijderd waardoor de topsnelheid steeg van 170- naar 190 km/h. Vanaf 1988 was een versie met een volledige toerkuip leverbaar, de 850 T5 PA NC, waarbij de letters NC stonden voor "Nuova Carenatura" (nieuwe kuip). Deze kuip kwam van de 1000 SP III. Waar de T5 PA nog los gemonteerde zwaailichten op de spatborden had, kreeg de T5 PA NC een kleiner zwaailicht op een lange, flexibele steun die achterop zat. De T5 PA NC kreeg ook de vijfspaaks gietwielen die op de 850 T5 NT zaten.

## Technische gegevens
| Moto Guzzi             | 850 T                                  | 850 T3                                 | 850 T3 California                      | 850 T4                                 | 850 T5                                                   | 850 T5 NT                                                | 850 T5 PA                                                | 850 T5 PA NC                                             |                     |
| ---------------------- | -------------------------------------- | -------------------------------------- | -------------------------------------- | -------------------------------------- | -------------------------------------------------------- | -------------------------------------------------------- | -------------------------------------------------------- | -------------------------------------------------------- | ------------------- |
| Periode                | 1973-1974                              | 1975-1979                              | 1975-1979                              | 1980-1982                              | 1983-1984                                                | 1984-1989                                                | 1985-1987                                                | 1988-?                                                   |                     |
| Categorie              | toermotor                              | toermotor                              | toermotor                              | toermotor                              | toermotor                                                | toermotor                                                | politiemotor                                             | politiemotor                                             |                     |
| Motortype              | kopklepmotor                           | kopklepmotor                           | kopklepmotor                           | kopklepmotor                           | kopklepmotor                                             | kopklepmotor                                             | kopklepmotor                                             | kopklepmotor                                             |                     |
| Bouwwijze              | langsgeplaatste 90° V-twin             | langsgeplaatste 90° V-twin             | langsgeplaatste 90° V-twin             | langsgeplaatste 90° V-twin             | langsgeplaatste 90° V-twin                               | langsgeplaatste 90° V-twin                               | langsgeplaatste 90° V-twin                               | langsgeplaatste 90° V-twin                               |                     |
| Cilinder               | aluminium                              | aluminium                              | aluminium                              | aluminium                              | aluminium                                                | aluminium                                                | aluminium                                                | aluminium                                                |                     |
| Cilinderkop            | aluminium                              | aluminium                              | aluminium                              | aluminium                              | aluminium                                                | aluminium                                                | aluminium                                                | aluminium                                                |                     |
| Klepopstelling         | 4 kopkleppen                           | 4 kopkleppen                           | 4 kopkleppen                           | 4 kopkleppen                           | 4 kopkleppen                                             | 4 kopkleppen                                             | 4 kopkleppen                                             | 4 kopkleppen                                             |                     |
| Klepbediening          | stoterstangen en tuimelaars            | stoterstangen en tuimelaars            | stoterstangen en tuimelaars            | stoterstangen en tuimelaars            | stoterstangen en tuimelaars                              | stoterstangen en tuimelaars                              | stoterstangen en tuimelaars                              | stoterstangen en tuimelaars                              |                     |
| Carburateur            | Dell'Orto VHB 30                       | Dell'Orto VHB 30                       | Dell'Orto VHB 30                       | Dell'Orto VHB 30                       | Dell'Orto VHB 30                                         | Dell'Orto VHB 30                                         | Dell'Orto VHB 30                                         | Dell'Orto VHB 30                                         |                     |
| Ontsteking             | bobine met dubbele onderbrekers        | bobine met dubbele onderbrekers        | bobine met dubbele onderbrekers        | bobine met dubbele onderbrekers        | bobine met dubbele onderbrekers                          | bobine met dubbele onderbrekers                          | bobine met dubbele onderbrekers                          | bobine met dubbele onderbrekers                          |                     |
| boring                 | 83 mm                                  | 83 mm                                  | 83 mm                                  | 83 mm                                  | 83 mm                                                    | 83 mm                                                    | 83 mm                                                    | 83 mm                                                    |                     |
| slag                   | 78 mm                                  | 78 mm                                  | 78 mm                                  | 78 mm                                  | 78 mm                                                    | 78 mm                                                    | 78 mm                                                    | 78 mm                                                    |                     |
| Cilinderinhoud         | 844,1 cc                               | 844,1 cc                               | 844,1 cc                               | 844,1 cc                               | 844,1 cc                                                 | 844,1 cc                                                 | 844,1 cc                                                 | 844,1 cc                                                 |                     |
| Smeersysteem           | wet-sump                               | wet-sump                               | wet-sump                               | wet-sump                               | wet-sump                                                 | wet-sump                                                 | wet-sump                                                 | wet-sump                                                 |                     |
| Compressieverhouding   | 9,2:1                                  | 9,5:1                                  | 9,5:1                                  | 9,5:1                                  | 9,5:1                                                    | 9,5:1                                                    | 9,5:1                                                    | 9,5:1                                                    |                     |
| Max. Vermogen          | 59 pk bij 6.800 tpm                    | 59 pk bij 6.800 tpm                    | 68,5 pk bij 7.000 tpm                  | 68,5 pk bij 7.000 tpm                  | 67 pk bij 7.000 tpm                                      | 67 pk bij 7.000 tpm                                      | 67 pk bij 7.000 tpm                                      | 67 pk bij 7.000 tpm                                      |                     |
| Topsnelheid            | 182 km/h                               | 182 km/h                               | 182 km/h                               | 190 km/h                               | 190 km/h                                                 | 190 km/h                                                 | 170 km/h zonder koffers en toerscherm: 190 km/h          | 175 km/h                                                 |                     |
| Primaire aandrijving   | rechtstreeks                           | rechtstreeks                           | rechtstreeks                           | rechtstreeks                           | rechtstreeks                                             | rechtstreeks                                             | rechtstreeks                                             | rechtstreeks                                             |                     |
| Koppeling              | meervoudige droge platenkoppeling      | meervoudige droge platenkoppeling      | meervoudige droge platenkoppeling      | meervoudige droge platenkoppeling      | meervoudige droge platenkoppeling                        | meervoudige droge platenkoppeling                        | meervoudige droge platenkoppeling                        | meervoudige droge platenkoppeling                        |                     |
| Versnellingen          | 5 voetgeschakeld                       | 5 voetgeschakeld                       | 5 voetgeschakeld                       | 5 voetgeschakeld                       | 5 voetgeschakeld                                         | 5 voetgeschakeld                                         | 5 voetgeschakeld                                         | 5 voetgeschakeld                                         |                     |
| Secundaire aandrijving | cardan                                 | cardan                                 | cardan                                 | cardan                                 | cardan                                                   | cardan                                                   | cardan                                                   | cardan                                                   |                     |
| frame                  | dubbel wiegframe                       | dubbel wiegframe                       | dubbel wiegframe                       | dubbel wiegframe                       | dubbel wiegframe                                         | dubbel wiegframe                                         | dubbel wiegframe                                         | dubbel wiegframe                                         |                     |
| Wielbasis              | 1.470 mm                               | 1.470 mm                               | 1.470 mm                               | 1.470 mm                               | 1.470 mm                                                 | 1.470 mm                                                 | 1.470 mm                                                 | 1.470 mm                                                 |                     |
| Vering vóór            | telescoopvork                          | telescoopvork                          | telescoopvork                          | telescoopvork                          | luchtondersteunde telescoopvork                          | luchtondersteunde telescoopvork                          | luchtondersteunde telescoopvork                          | luchtondersteunde telescoopvork                          |                     |
| Vering achter          | swingarm met hydraulische schokdempers | swingarm met hydraulische schokdempers | swingarm met hydraulische schokdempers | swingarm met hydraulische schokdempers | swingarm met luchtondersteunde hydraulische schokdempers | swingarm met luchtondersteunde hydraulische schokdempers | swingarm met luchtondersteunde hydraulische schokdempers | swingarm met luchtondersteunde hydraulische schokdempers |                     |
| Banden                 | vóór 18" × 2.50, achter 18" × 4.10     | vóór 18" × 2.50, achter 18" × 4.10     | vóór 18" × 2.50, achter 18" × 4.10     | vóór 100/90 × 18, achter 110/90 × 18   | vóór 110/90 × 16, achter 130/90 × 16                     | vóór 110/90 × 16, achter 120/90 × 18                     | vóór en achter 110/90 × 18"                              | vóór 110/90 × 18", achter 120/90 × 18"                   |                     |
| Rem(men)               | Schijfrem vóór, duplexrem achter       | Schijfremmen rondom                    | Schijfremmen rondom                    | Schijfremmen rondom                    | Schijfremmen rondom                                      | Schijfremmen rondom                                      | Schijfremmen rondom                                      | Schijfremmen rondom                                      | Schijfremmen rondom |
| Gewicht                | 235 kg rijklaar                        | 211 kg droog                           | 211 kg droog                           | 215 kg droog                           | 220 kg droog                                             | 220 kg droog                                             | onbekend                                                 | 220 kg                                                   |                     |
| Tankinhoud             | 25 liter                               | 24 liter                               | 24 liter                               | 24 liter                               | 24 liter                                                 | 26 liter                                                 | 22 liter                                                 | 22,5 liter                                               |                     |
| Voorganger             | V7 850 GT                              | 850 T                                  | V7 850 California                      | 850 T3                                 | 850 T4                                                   | 850 T5                                                   | onbekend                                                 | onbekend                                                 | onbekend            |
| Opvolger               | 850 T3                                 | 850 T4                                 | California II                          | 850 T5                                 | 850 T5 NT                                                | Geen                                                     | onbekend                                                 | onbekend                                                 | onbekend            |